# 歌喉讚3
是一部2017年美國歌舞喜劇片，为2015年电影《歌喉讚2》的续集。由崔希·西耶執導，凱·卡農編劇。主演包括安娜·坎卓克、瑞貝爾·威爾森、布蘭妮·史諾與海莉·史坦菲德。
該電影講述畢業多年的美麗女聲們，再度聚在一起的故事。《歌喉讚3》於2017年12月22日在美國上映。

## 劇情
在贏得世界錦標賽的最高榮譽之後，美麗女聲的成員各分東西，卻發現現實社會並沒有能夠善用她們才華的工作。所以當她們獲得一個機會到國外參加勞軍表演徵選時，這組地表最強的阿卡貝拉美聲團將三度聚首，最後一次用音樂感動人心。

## 演員

### 主角
美麗女聲合唱團
- 安娜·坎卓克 饰 貝卡·米切爾(Beca Mitchell)，「美麗女聲」團長。是美麗女聲已畢業的主唱。畢業後在唱片公司擔任音樂製作人。
- 瑞貝爾·威爾森 饰 派翠西亞·「胖艾美」·霍巴特(Patricia "Fat Amy" Hobart)，美麗女聲歌唱團已畢業團員，為隊中最胖的團員。為美麗女聲的主唱,個性幽默，常迸出好笑的話或是做出好笑的事,是一個開心果。畢業後從事街頭藝術表演工作。其實是黑道的女兒，在親手把父親送進監獄後準備繼承母親留下的龐大遺產。
- 布蘭妮·史諾 饰 克蘿伊·比爾(Chloe Beale)，美麗女聲歌唱團副團長，本來應該要畢業，但為了留在美麗女聲故意讓自己俄國文學被當掉三次而延畢。為美麗女聲已畢業的低音主唱,是團員中肢體最好的,負責每次表演的舞蹈編排。畢業後擔任獸醫。
- 伊斯特·迪恩（英语：Ester Dean） 饰 辛西亞-蘿絲·亞當斯(Cynthia-Rose Adams)，美麗女聲歌唱團已畢業團員，是位黑人女同性戀。為美麗女聲的主唱及rapper。畢業後在航空學校學習擔任飛行員。
- 艾莉克西斯·納普 饰 史黛西·康拉德(Stacie Conrad)，美麗女聲歌唱團已畢業團員，擁有傻大姐性格、魔鬼身材的大美女，因懷孕而無法參加勞軍表演徵選，在此期間平安誕下一名女嬰，取名貝拉。
- 哈娜·梅·李（英语：Hana Mae Lee） 飾 莉莉·奧娜高菈瑪菈(Lilly Onakuramara)，美麗女聲歌唱團已畢業團員，說話聲音相當小聲。後來在胖艾美炸掉船後突然能夠大聲說話了。
- 凱莉·潔柯 饰 潔西卡·史密斯(Jessica Smith)，美麗女聲歌唱團已畢業團員，和Ashley相當要好，經常對人微笑。
- 雪莉·芮格娜 饰 艾許莉·瓊斯(Ashley Jones)，美麗女聲歌唱團已畢業團員，和Jessica相當要好，分不清自己是艾許莉還是潔西卡。
- 海莉·史坦菲德 饰 艾蜜莉·匠克-哈登(Emily Junk-Hardon)，美麗女聲主唱。為了考研究所忙碌到無法寫歌。
- 克莉希·菲特 飾 佛羅倫西亞·「小佛」·富恩特斯(Florencia "Flo" Fuentes)，美麗女聲歌唱團已畢業團員，來自中南美洲，似乎有段非常不堪回首的過去。畢業後開設果汁吧。
- 安娜·坎普 飾 歐柏莉·波森(Aubrey Posen)，美麗女聲歌唱團前團長，現在擔任營隊經理。父親為職業軍人，並經常引用父親的話。其實非常想念父親，但因父親工作原因很少見到他，一直希望能讓父親看到自己在舞台上表演的樣子。

### 其他角色
- 約翰·邁克·希金斯 飾 約翰·史密斯（John Smith），阿卡貝拉評論員，目前與蓋兒一起拍攝有關美麗女聲歌唱團的紀錄片。
- 伊莉莎白·班克絲 飾 蓋兒·阿伯納西-麥卡登-費恩伯格（Gail Abernathy-McKadden-Feinberger），阿卡貝拉評論員。
- 約翰·李斯高[4] 飾演 Fergus Hobart ，胖艾美的父親，是位毒梟。
- 露比·蘿絲 飾 卡拉米堤（Calamity）
- 馬特·蘭特爾 飾 Chicago Walp，職業軍人，負責接待美麗女聲，克洛伊的曖昧對象。
- 蓋伊·布瑞特 飾 Theo，DJ卡利的員工，以及貝卡的曖昧對象。
- DJ卡利 飾 自己

## 製作
- 2015年6月，官方臉書公告編劇凱·卡農及主要演員安娜·肯德里克、瑞貝爾·威爾森確定回歸[5]。
- 2015年7月，主要演員布蘭妮·史諾宣佈回歸[6]。
- 2015年10月，由第二集導演伊莉莎白·班克絲回歸續任[7]。2016年6月，其後宣佈不再執導本片。[8]
- 2016年5月，再次異動上映日為2017年12月22日。[9]
- 2016年12月，演員史蓋勒·奧斯丁於個人推特上宣布，自己與劇中的男子阿卡貝拉團體「痞子幫」都不會出現在第三集劇情中。[10]

## 發行
《歌喉讚3》原定於2017年7月21日在美國上映，後改為8月4日。環球影業於2016年5月底又將美國上映日改為2017年12月22日。

### 評價
本片獲得的評價以負面居多。爛番茄上根據151評論，持有28%的新鮮度，平均得分為4.7／10。在Metacritic上，電影獲得了40分。